# Gorna Oryahovitsa
Pour l'obchtina du même nom, voir Gorna Oryahovitsa (obchtina).
Gorna Oryahovitsa (en bulgare : Горна Оряховица) est une ville bulgare de l'oblast de Veliko Tarnovo.

## Géographie
| 1887  | 1910  | 1934   | 1946   | 1956   | 1965   | 1975   | 1985   | 1992   |
| ----- | ----- | ------ | ------ | ------ | ------ | ------ | ------ | ------ |
| 5 689 | 7 117 | 10 642 | 12 832 | 18 863 | 26 299 | 34 181 | 40 890 | 38 914 |

| 2001   | 2005   | 2011   | 2021   | 2022   | - | - | - | - |
| ------ | ------ | ------ | ------ | ------ | - | - | - | - |
| 35 404 | 33 804 | 31 437 | 27 317 | 25 764 | - | - | - | - |

## Économie
La ville est située près de la plus grande raffinerie de sucre de Bulgarie.

## Culture

### Éducation

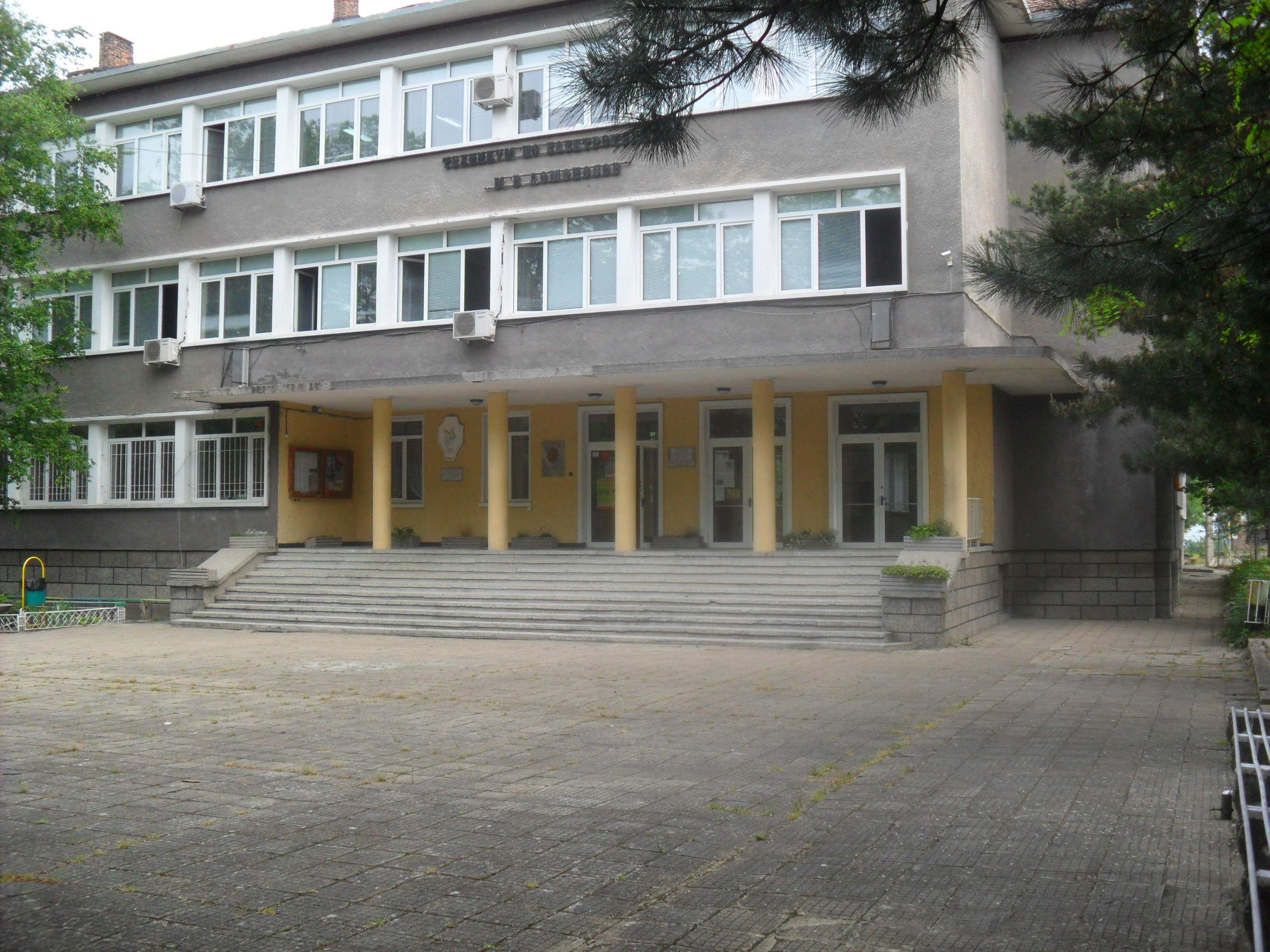
Gymnasuim Lomonosov

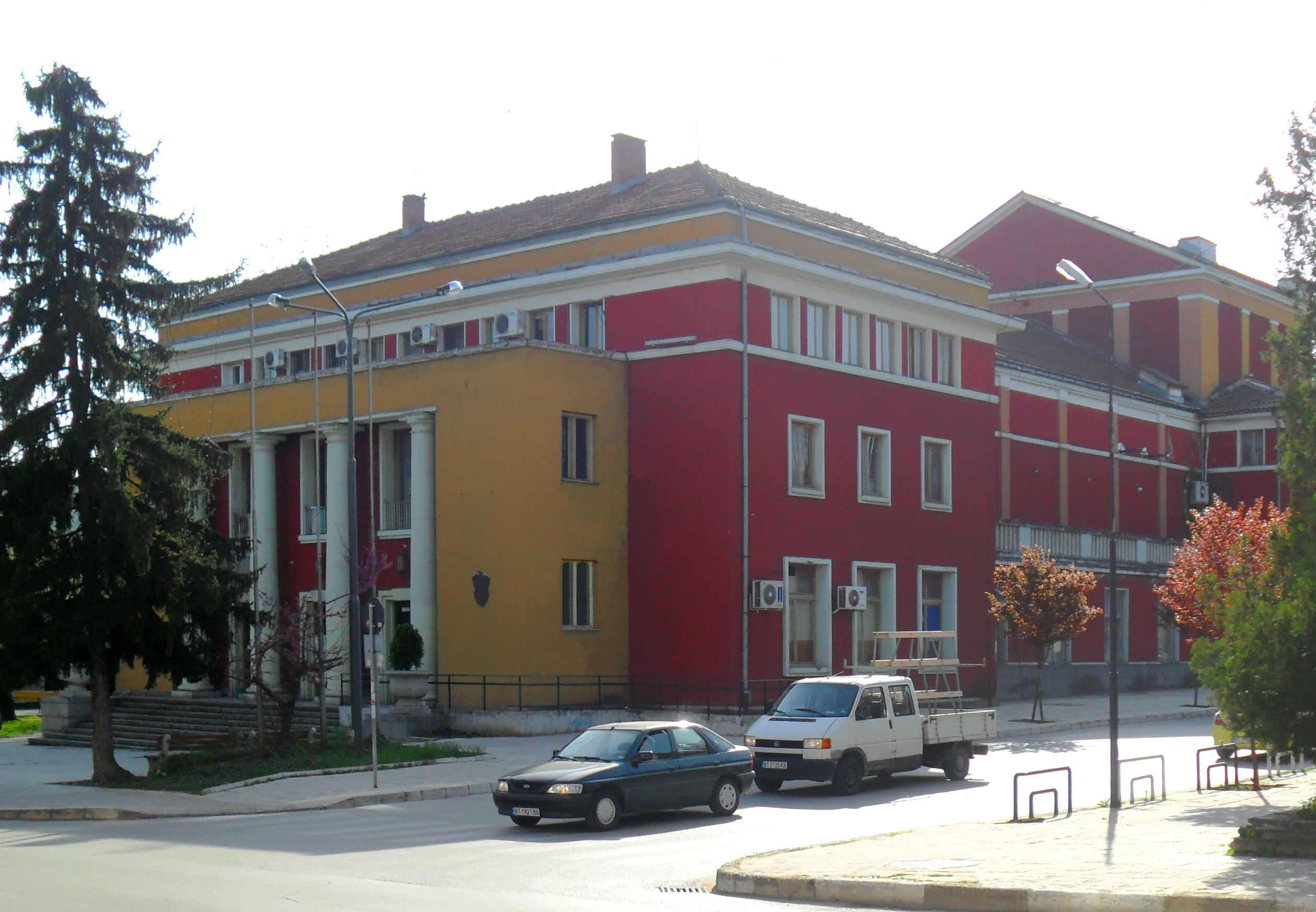
Centre communautaire Napredak 1869

- Gymnasium Lomonosov (électronique et électrique)
- Lycée Vasil Levski (technique)
- Lycée Nikola Vaptsarov (transport ferroviaire)
- Lycée Asen Zlatarov (technologie alimentaire)
- Lycée Atanas Burov (Industrie légère et économie)

## Galerie

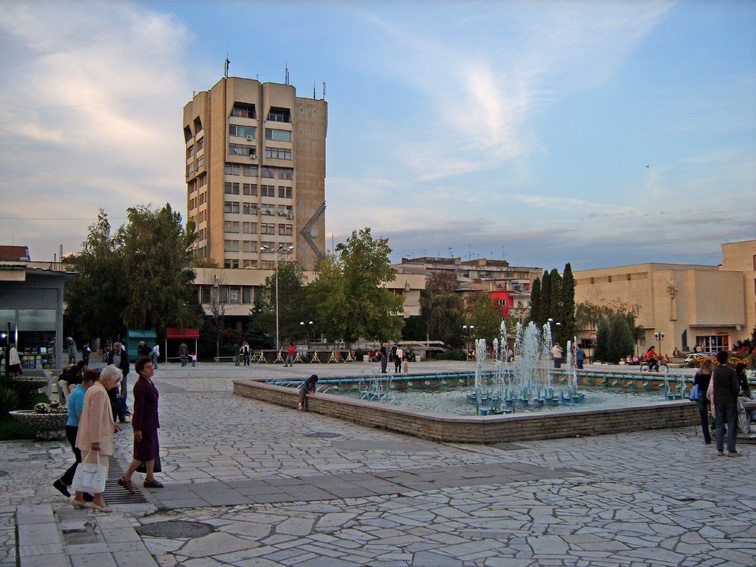
La place piétonne Gueorgui Izmirliev
Monument consacré à Gueorgui Izmirliev
À la sortie de la gare des chemins de fer
La colline "Kamaka" (La Pierre)

## Patrimoine religieux

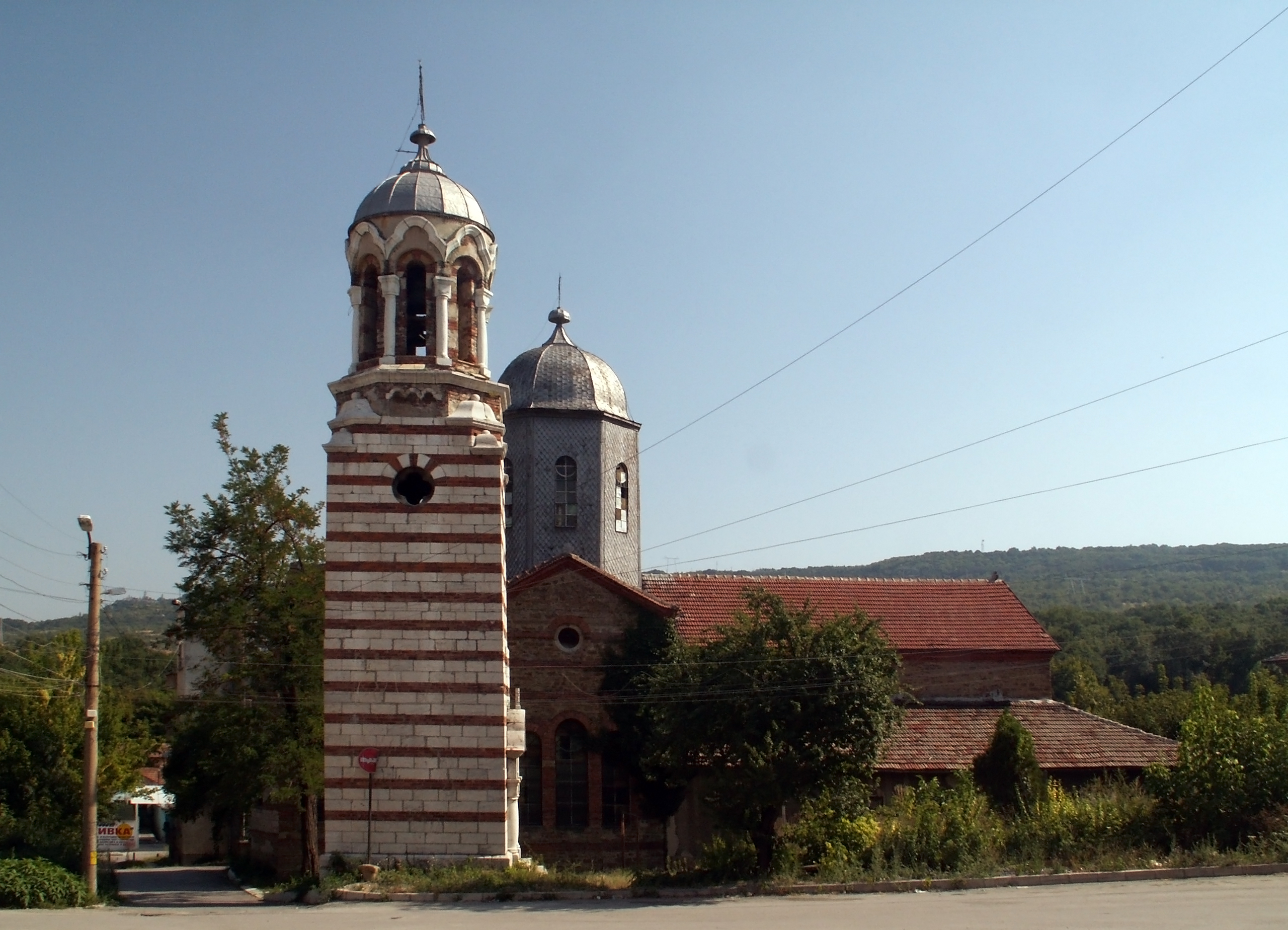
Église St. Nicholas

- Église St. Nicholas
- Église St. Athanasius
- Église St. George
- Église St. Ivan Rilski
- Église Sainte Trinité